# Metro van Moskou
De metro van Moskou (Russisch: Московский метрополитен, Moskovski metropoliten; in het dagelijks spraakgebruik: Московское метро, Moskovskoje metro) is een van de meest intensief gebruikte metronetten ter wereld, waarmee op werkdagen dagelijks 9.280.000 passagiers worden vervoerd. Het aantal passagiers ligt in het weekend gemiddeld een stuk lager, waardoor het dagelijks gemiddelde op 7,1 miljoen mensen uitkomt. In 2011 waren er bijna 2,4 miljard passagiers.
Het netwerk staat bekend om de bijzondere architectuur van de metrostations met voorbeelden van het socialistische bouwen, maar ook moderne architectuur. Anno 2020 had het net een totale lengte van 408,1 kilometer, veertien lijnen en 238 stations. Meer dan zevenduizend treinen verzorgen dagelijks het vervoer. In de spits komt er iedere tachtig seconden een trein op het perron aan. Het is daarmee het efficiëntste en snelste vervoermiddel van de stad. 

## Stations
De metrostations zijn versierd met beeldhouwwerken, mozaïeken, glasbeschilderingen en worden soms zelfs door kroonluchters verlicht. Ook de bovengrondse ingangen zijn vaak versierd. Het is niet altijd even makkelijk om in deze bouwwerken een metrostation te herkennen.

### De metro en hetStalinisme

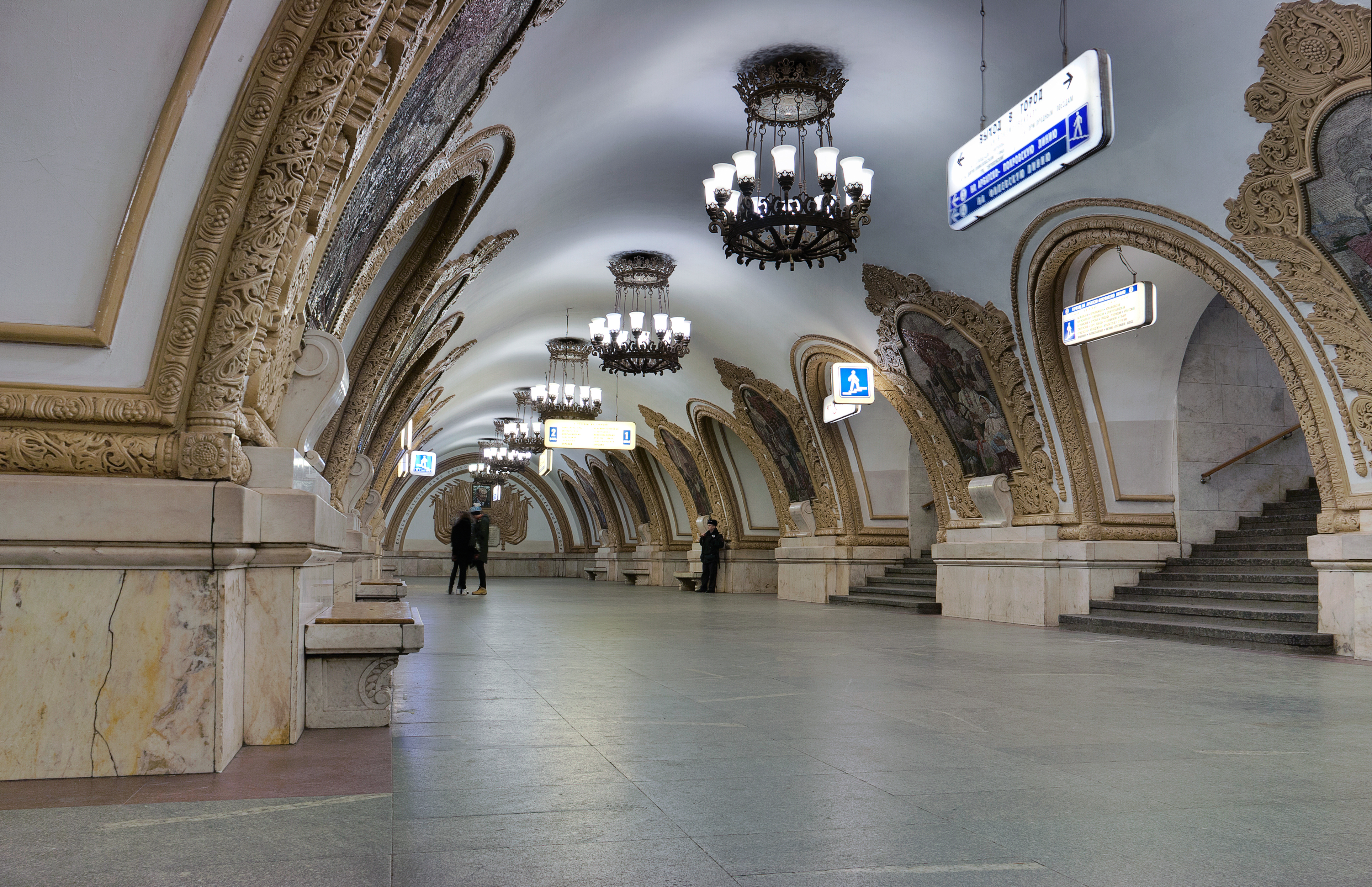
Station Kievskaja; een goed voorbeeld van Stalinistische architectuur

De metro van Moskou was een van de meest extravagante architecturale projecten van de Sovjet-Unie. Stalin wilde de mensen het idee geven dat ze een stralende toekomst voor de deur hadden staan. Zo kon het vertrouwen in de Sovjetstaat worden verstevigd. Met hun marmeren muren, hoge kroonluchters en gouden versieringen wilden ze ook het idee van een ondergrondse zon propageren. Stalin had een geheime doorgang vanuit zijn woning in het Kremlin naar het metrostation Tsjistyje Proedi (Zuivere Bronnen). Tijdens zijn vijfjarenplannen werd er onder grote druk en in hoog tempo aan de metrolijnen gebouwd. Uitstel werd niet geduld. Tijdens de Koude Oorlog werden de metrolijnen 5, 7, 8 en 9 gebouwd.

### Bouwstijl en architectuur

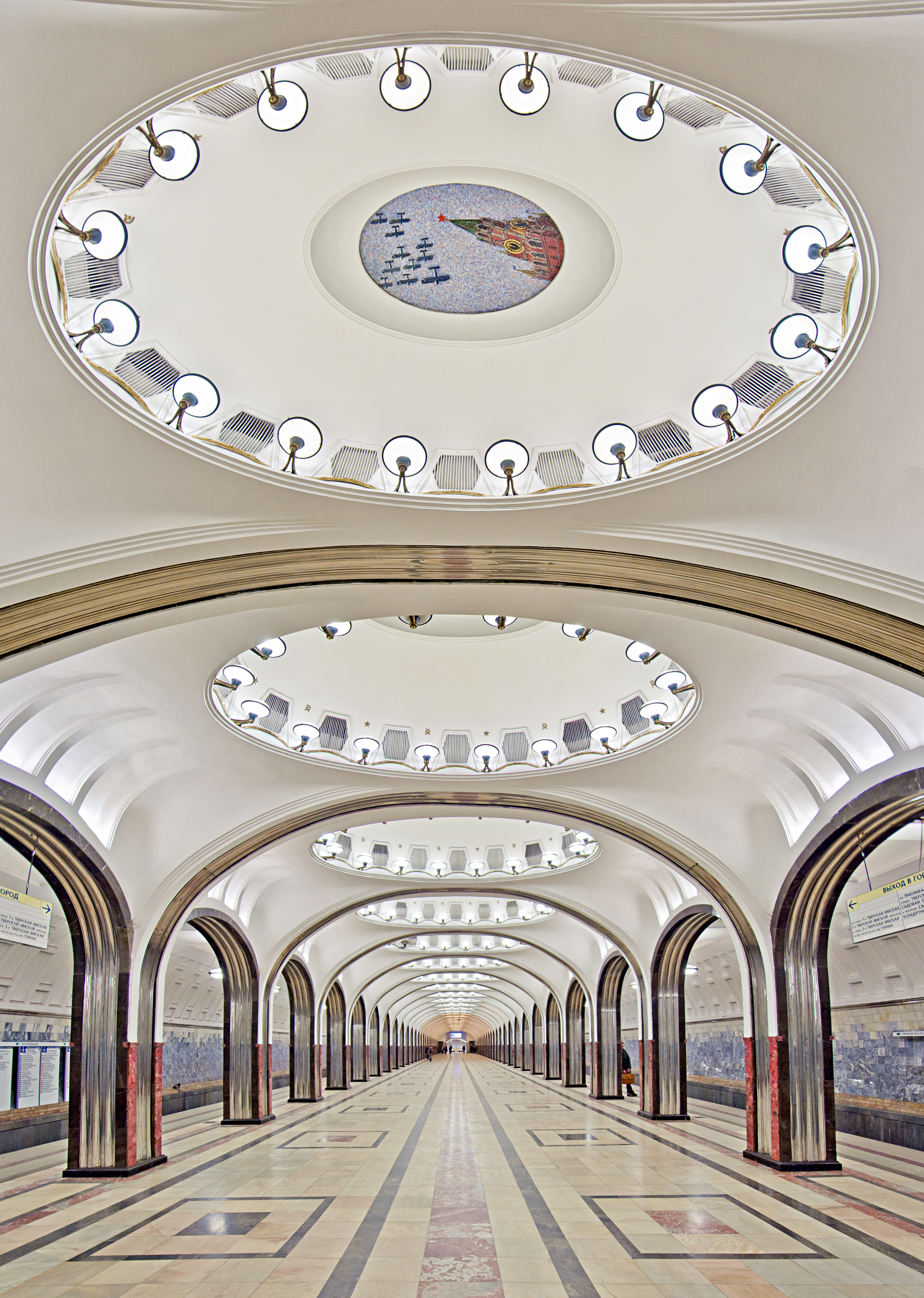
Station Majakovskaja

De metro van Moskou bestond uit 'paleizen voor het volk'. Veel stations zijn vooral in het centrum in de Socialistisch-Realistische bouwstijl gebouwd. Deze stations openden ten tijde van Stalin en zijn uitbundig versierd, maar in het grootste deel van het metronetwerk zijn de stations eenvoudiger gebouwd.
Het station Komsomolskaja op de ringlijn wordt vaak als een van de mooiste van heel het metronet gezien. Het in 1952 geopende station ligt onder het Komsomolskajaplein, dat vlak bij het treinstation Leningrad, station Jaroslavl en het station Kazan gelegen is. De 72 achthoekige witmarmeren pilaren hebben naast de ondersteunende functie ook een grote decoratieve functie. Op de pilaren liggen bogen die de passagier de indruk moeten geven dat ze langs een ronde toren lopen. Aan het dak hangen een aantal grote kroonluchters. Tussen deze kroonluchters staan er op het dak 8 monumentale mozaïeken, elk bestaande uit 300.000 individuele onderdelen en omlijst door stucwerk, ze tonen elk belangrijke gebeurtenissen uit de Russische geschiedenis. Dit geeft een bijna barokke uitstraling.
Het station Kievskaja op de ringlijn, waar kan overgestapt worden op lijn 3, 4 en de trein (station Kiev) is een station dat de vriendschap tussen Rusland en Oekraïne moet symboliseren door de mozaïeken waar verschillende beelden met verwijzing naar het land betegeld zijn, zoals de bevrijding van Kiev in de Tweede Wereldoorlog. Aan de plafonds hangen een tiental kroonluchters en gebeeldhouwde arcades.
Het naar Vladimir Majakovski genoemde station Majakovskaja heeft als thema de luchtvaart in de Sovjet-Unie. Er hangen mozaïeken op het plafond. Fluorescerende materialen bezorgen een ruim uitzicht. Dit metrostation won overigens de Grote Prijs voor architectuur in New York en door de goede akoestiek kan men een stem van de ene naar de andere kant goed verstaanbaar horen.

### Infrastructuur
De meeste stations van het netwerk liggen erg diep en in de spits leek het niet ideaal om deze stations enkel uit te rusten met gewone trappen. Daarom werd besloten om roltrappen te bouwen. De meeste roltrappen zijn lang en gaan aan een hoge snelheid naar boven en beneden. Metrostation Park Pobedy heeft de langste roltrap ter wereld. Tijdens de Koude oorlog bouwde men de stations diep genoeg om eventueel dienst te doen als schuilkelder tijdens een eventuele nucleaire aanval. Aan de ingang van de stations staan ingangspoortjes om toegangskaarten te scannen. De prijs van een kaartje is verschillende keren verhoogd en verlaagd: een kaart voor een rit kost nu 38 roebel.
Bij alle stations staan EHBO-posten en bij enkele ook een politiebureau. Sinds 2000 werkt de uitbater van de stations eraan om alle stations van beveiligingscamera's te voorzien om eventuele terreuraanslagen te voorkomen.

### Gehandicapten
Als gehandicapte kan je in zeer weinig stations zonder hulp naar binnen. Van de meer dan 180 stations is er bijna geen enkele die beschikt over een drempelvrije toegang. De uitzonderingen zijn stations die in de afgelopen jaren van liften werden voorzien, deze capaciteiten blijven echter onderbenut en hebben slechts betrekking op een klein deel van het metronetwerk.

## Metrolijnen
Het net bestaat uit veertien lijnen, die op drie manieren aangeduid worden: door middel van nummers, namen en kleuren. De meeste lijnen doorkruisen de stad (zogenaamde radiale lijnen), uitzondering vormen de Boetovskaja-lijn (lijn 12) en de beide ringlijnen, Koltsevaja (lijn 5) en Bolsjaja Koltsevaja (lijn 11). De rijrichting van de ringlijn valt op te maken uit de omroepstem. Een mannelijke stem kondigt de stations aan als de trein met de klok mee rijdt en een vrouwelijke stem als de trein tegen de klok in rijdt.
Bij de radiale lijnen geldt dit principe voor respectievelijk de treinen richting het stadscentrum en naar de buitenwijken. Het netwerk ligt bijna helemaal ondergronds, hoewel sommige lijnen de rivieren Moskva en Jaoeza kruisen met een brug. Een uitzondering is ook de lijn Filjovskaja, die een lang bovengronds tracé heeft met zeven bovengrondse stations.
Voorheen moest men muntjes (jetons, жетоны) kopen voor de metro, maar deze zijn vervangen door magneetkaarten. Deze kunnen gekocht worden voor één, tien of meer reizen. In de magneetstrip staat vermeld voor hoeveel reizen de kaart geldig is. Als het kaartje door het poortje van de metro wordt gehaald, wordt achterop de dag en tijd van de reis gedrukt.

### Tabel met lijnen
Deze tabel geeft de lijnnummers, eindbestemmingen, lengte en de reistijd weer.
| Nummer | Lijnnaam                             | Eindstations                                                   | Openingsjaar | Lengte          | Reistijd        |
| ------ | ------------------------------------ | -------------------------------------------------------------- | ------------ | --------------- | --------------- |
|        | Sokolnitsjeskaja                     | Potapovo ↔ Boelvar Rokossovskogo                               | 1935         | 44,1 km         | 66 min          |
|        | Zamoskvoretskaja                     | Chovrino ↔ Alma-Atinskaja                                      | 1938         | 42,8 km         | 61 min          |
|        | Arbatsko-Pokrovskaja                 | Pjatnitskoje Sjosse ↔ Sjtsjolkovskaja                          | 1938         | 45,1 km         | 62 min          |
|        | Filjovskaja                          | Aleksandrovski Sad ↔ Koentsevskaja / Moskva-Siti               | 1935         | 14,9 km         | 19 min / 14 min |
|        | Koltsevaja (Ringlijn)                | Park Koeltoery – Koerskaja – Beloroesskaja – Park Koeltoery    | 1950         | 19,3 km         | 24 min          |
|        | Kaloezjsko-Rizjskaja                 | Medvedkovo ↔ Novojasenevskaja                                  | 1958         | 37,6 km         | 57 min          |
|        | Tagansko-Krasnopresnenskaja          | Planernaja ↔ Kotelniki                                         | 1966         | 42,2 km         | 53 min          |
|        | Kalininsko-Solntsevskaja             | Novokosino ↔ Tretjakovskaja Delovoj Tsentr ↔ Aeroport Vnoekovo | 1979 2014    | 16,5 km 24,9 km | 28 min 42 min   |
|        | Serpoechovsko-Timirjazevskaja        | Altoefjevo ↔ Boelvar Dmitrija Donskogo                         | 1983         | 41,2 km         | 52 min          |
|        | Ljoeblinsko-Dmitrovskaja             | Fiztech ↔ Zjablikovo                                           | 1995         | 38,3 km         | 59 min          |
|        | Bolsjaja Koltsevaja (Grote ringlijn) | Kachovskaja ↔ Mnjovniki ↔ Lefortovo ↔ Kachovskaja              | 2018         | 57,5 km         | 87 min          |
|        | Boetovskaja                          | Bitsevski Park ↔ Boeninskaja Alleja                            | 2003         | 10 km           | 16 min          |
|        | Nekrasovskaja                        | Nekrasovka ↔ Nizjegorodskaja                                   | 2019         | 22,3 km         | 27 min          |
|        | Troitskaja                           | Novatorskaja ↔ Novomoskovskaja                                 | 2024         | 15,2 km         |                 |

## Metronet in cijfers
De spoorwijdte is 1524 mm, gelijk aan de Russische spoorwegen, treinen worden via een derde rail gevoed met 825 volt gelijkspanning. De gemiddelde afstand tussen twee stations is 1800 meter. De kortste afstand is 585 meter, tussen Aleksandrovski Sad en Arbatskaja. De langste afstand (3,5 km) ligt tussen Volgogradski Prospekt en Tekstilsjtsjiki. De gemiddelde snelheid is 42 km per uur.
Sinds de jaren 70 zijn de perrons 155 meter lang, geschikt voor acht rijtuigen. De treinen op de lijnen 2, 6 en 7 hebben acht rijtuigen, de lijnen 1, 3, 8, 9, 10 hebben zeven rijtuigen en de lijnen 4, 5 en 11 hebben er zes. Alle rijtuigen (de oude E-serie en de nieuwe 81-serie) zijn 20 meter lang met vier deuren aan iedere zijde. De treinen zijn hiermee identiek aan die van de metrosystemen van onder meer Sint-Petersburg, Nizjni Novgorod, Kiev, Boedapest en Praag.

### Stationsnummering
In 1995 hebben de metrostations allemaal een nummer gekregen. Hiervoor zijn de 150 stations die op 1 januari 1995 in bedrijf waren doorlopend over de respectievelijke lijnen genummerd in volgorde van hun ligging langs de lijn. Zodoende kreeg niet het chronologisch eerste station, Komsomolskaja, maar het noordelijkste station van lijn 1 nummer 001 en na alle 19 stations van lijn 1 kreeg het eerste station van lijn 2 het nummer 020 enzovoorts tot en met de toen nieuwste lijn 9. Hierbij moet worden opgemerkt dat, door de telling per lijn, de stations met een overstap op hetzelfde perron twee nummers krijgen en dus voor twee tellen. De stations van lijn 10 werden aansluitend genummerd vanaf nummer 151. Daarna zijn de nummers in min of meer chronologische volgorde toegekend aan nieuwe stations. Helemaal chronologisch is het niet aangezien er ook nummers boven de 200, namelijk Strogino en Koentsevskaja, zijn uitgegeven voordat dat aantal was bereikt en de stations van de monorail de nummers 199 t/m 204 hebben gekregen. Op 15 februari 2016 bereikte de teller het aantal van 200 metrostations met de opening van Salarjevo.

## Ontwikkeling van het metronet

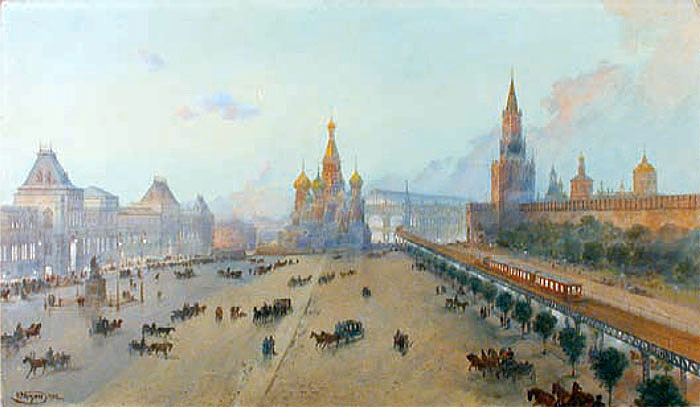
Voorstelling van een bovengrondse metrolijn bij het Rode Plein

### Geschiedenis
De eerste plannen voor de bouw van een metro in Moskou stammen uit het Tsaristische Rijk. Deze bestonden uit ondiepe of bovengrondse lijnen en men had ook plannen om het Rode Plein te overbruggen. Onverwacht keurde de Doema (het Russische parlement) de bouw van drie metrolijnen goed, maar ze werden gedwarsboomd door de Eerste Wereldoorlog en de Russische Burgeroorlog. Tijdens de Russische Revolutie en de Russische Burgeroorlog was er niet genoeg geld om de bouw te voltooien (men besteedde meer geld aan de oorlog). Na de Russische Revolutie toen Moskou weer hoofdstad werd, groeide het idee om een ondergrondse in de stad aan te leggen in het kader van nieuwe, socialistische gebouwen. In 1922 was men zelfs al bijna begonnen met een tunnel te graven, maar door de verwoestingen van de burgeroorlog besloot men zich te richten op de wederopbouw van de stad. Desondanks werd in 1923 aan het Duitse Siemens Bauunion GmbH gevraagd om een project uit te werken. In 1925 kwam Siemens met een uitgewerkt plan voor 80 km tunnels met 86 stations. Door geldgebrek kwam het project van Siemens niet verder dan de tekentafel.

### 1931–1938
| 1935 | 11,2 km  | 13  |
| 1940 | 23,6 km  | 22  |
| 1945 | 37 km    | 29  |
| 1950 | 43,5 km  | 35  |
| 1955 | 58,8 km  | 41  |
| 1960 | 77,5 km  | 56  |
| 1965 | 113,5 km | 75  |
| 1970 | 136 km   | 87  |
| 1975 | 168,5 km | 104 |
| 1980 | 188 km   | 116 |
| 1985 | 208,5 km | 129 |
| 1990 | 231,2 km | 143 |
| 1995 | 256,5 km | 156 |
| 2000 | 264 km   | 161 |
| 2005 | 278,3 km | 171 |
| 2007 | 282 km   | 173 |
| 2010 | 301 km   | 182 |
| 2011 | 305 km   | 185 |
| 2012 | 313 km   | 188 |
| 2023 | 449 km   | 258 |

75 jaar ontwikkeling van het Moskouse metronet

In 1930 was de bevolking van Moskou gegroeid tot bijna 3 miljoen inwoners en waren de tramlijnen aan de grenzen van hun capaciteit. De noodzaak van een metro was duidelijk en op 15 juni 1931 werd door het centraal comité van de communistische partij besloten tot de aanleg. Hiervoor werd het bouwbedrijf Metrostroi opgericht en het was de bedoeling om de eerste lijn in 1933 te openen. De regering van de Sovjet-Unie keurde de aanleg van de eerste lijnen goed in 1932. Onder supervisie van de Moskouse directeur publieke werken, Nikita Chroesjtsjov, en volkscommissaris (minister) van verkeer Lazar Kaganovitsj werd in december 1932 begonnen met de aanleg van de metro. De metrobouw werd in fases opgedeeld:
- De eerste fase (13 stations)
  - Hoofdlijn tussen Sokolniki en Tsentralnyi Park Koeltoery i Otdykha imeni Gorkovo, geplande opening 7 november 1934, geopend 15 mei 1935 (10 stations).
  - Zijlijn tussen Ochotny Rjad en Smolenskaja, geplande opening 7 november 1934, geopend 15 mei 1935 (3 stations).
- De tweede fase (9 stations)
  - Verlenging van de zijlijn tot Kievskaja via een brug over de Moskva, geopend 13 maart 1938 (1 station)
  - Ontvlechting van hoofdlijn en zijlijn in twee lijnen (1 en 3) en verlenging met twee stations naar het oosten, geopend 13 maart 1938 (2 stations)
  - Gorkovsko-radius (lijn 2) tussen Plosjtsjad Sverdlova en Sokol, geopend 11 september 1938 (6 stations)
- De derde fase (7 stations)
  - Verlenging van lijn 2 naar het zuiden via een tunnel onder de Moskva, geopend in 1943 (3 stations)
  - Verlenging van lijn 3 ten oosten van Koerskaja, geopend in 1944 (4 stations)
- De vierde fase (17 stations)
  - Ringlijn onder de tuinring, de plannen zijn een paar keer gewijzigd en in 1943 is het huidige traject met 14 stations vastgelegd, waarvan er 12 echt gebouwd zijn.

De leiding van de bouw was door Kaganovitsj in handen gelegd van de broer van de latere Nederlandse minister-president Schermerhorn, Dirk Schermerhorn. Verder werden Engelse technici ingehuurd vanwege hun ervaring met de geboorde tunnels in Londen. Deze technici werden al in 1933 beschuldigd van spionage, omdat ze diepgaande kennis van de infrastructuur hadden verworven, en gedeporteerd. Dirk Schemerhorn zelf werd op beschuldiging van sabotage tijdens Stalins Grote Zuivering in 1936 gearresteerd en in 1937 geëxecuteerd. Bij de bouw werden er wel 500 verschillende bedrijven betrokken. Er werd het beste marmer uit het land gekozen (bij de bouw van de eerste lijn gebruikte men wel 70.000 m² marmer) en er werd ook veel metaal en keramiek gebruikt voor de aanleg van de stations. Op 15 oktober 1934 begonnen de proefritten tussen Komsomolskaja en het depot Severnoje. Op 15 mei 1935 werd de eerste fase geopend, de tweede fase volgde in 1938 met de opening van lijn 3 op 13 maart en lijn 2 op 11 september.

### 1939–1953
Na de afronding van de tweede fase werd eind 1938 gestart met de aanleg van de derde fase. Door het uitbreken van de Tweede Wereldoorlog liep de bouw van de metro vertraging op, desondanks werd de derde fase nog tijdens de oorlog voltooid. Aan het einde van de oorlog was het net 37 kilometer lang en telde het 29 stations. Het huidige tracé van de Koltsevaja-lijn werd in 1943 vastgesteld en kort na afloop van de oorlog werd met de aanleg gestart. Na de oorlog werden ook weer nieuwe projecten gestart:
- Vervangende tunnel voor de oorspronkelijke westlijn tussen het Revolutieplein en het Kievstation (3 stations)
  - Arbatskaja – Smolenskaja – Kievskaja (geopend 5 april 1953)
- Zuidelijke verlenging van Lijn 1 met een tunnel onder de Moskva (4 stations)
  - Froenzenskaja – Sportivnaja – Loezjniki – Oeniversitet, eerst twee geopend in 1957, de rest van het traject gewijzigd in 1954, geopend in januari 1959.
- Rizjskaja-radius (4 stations)
  - Botanitsjeski Sad – Rizjskaja – Mir – VSVG (geopend 1 mei 1958)

Deze 11 nieuwe stations werden nog ontworpen in de Stalinistische barokstijl. Stalin achtte ondiep gelegen stations veel te kwetsbaar en ongeschikt als schuilkelder. De drie stations van de westlijn waren dan ook bedoeld als vervanging van de vier ondiep gelegen stations van de oorspronkelijke westlijn. De eerste twee delen van de ringlijn werden op respectievelijk 1 januari 1950 en 30 januari 1952 geopend. Stalin overleed op 5 maart 1953, een maand voor de opening van de diep gelegen tunnel op 5 april 1953 en de ringlijn werd op 14 maart 1954 geopend waarmee de vierde fase was voltooid.

### 1954–1964
Na de dood van Stalin verdween ook het gebruik van de aanduiding fase, hoewel soms de stations die in de periode 1957–1960 zijn geopend als vijfde fase worden aangemerkt. Stalins opvolger Nikita Chroesjtsjov had geen bezwaar tegen ondiepe of bovengrondse trajecten waarmee hij ook de bouwkosten kon verminderen. De stations zelf werden eveneens versoberd en er kwamen standaard ontwerpen, waarvan vooral de ondergrondse variant grootschalig werd toegepast. Verder werd voor nieuwe lijnen overgegaan tot de bouw van trajecten die vanaf de ringlijn naar buiten lopen. Pas later zijn ook stations in de binnenstad toegevoegd, de lijnen 6, 7 en 8 zijn volgens dit concept ontwikkeld. De bouw van de stations Froenzenskaja en Sportivnaja vond nog plaats volgens Stalins plannen, maar ten zuiden van Sportivnaja werden de plannen drastisch gewijzigd bij de vaststelling, in 1954, van het bouwplan voor het Leninstadion en de aangrenzende sportvoorzieningen. In plaats van het station Loezjniki en de tunnel onder de Moskva kwam aan de oostzijde van het terrein een metrobrug en ook het station Oeniversitet ligt oostelijker dan in Stalins plannen.

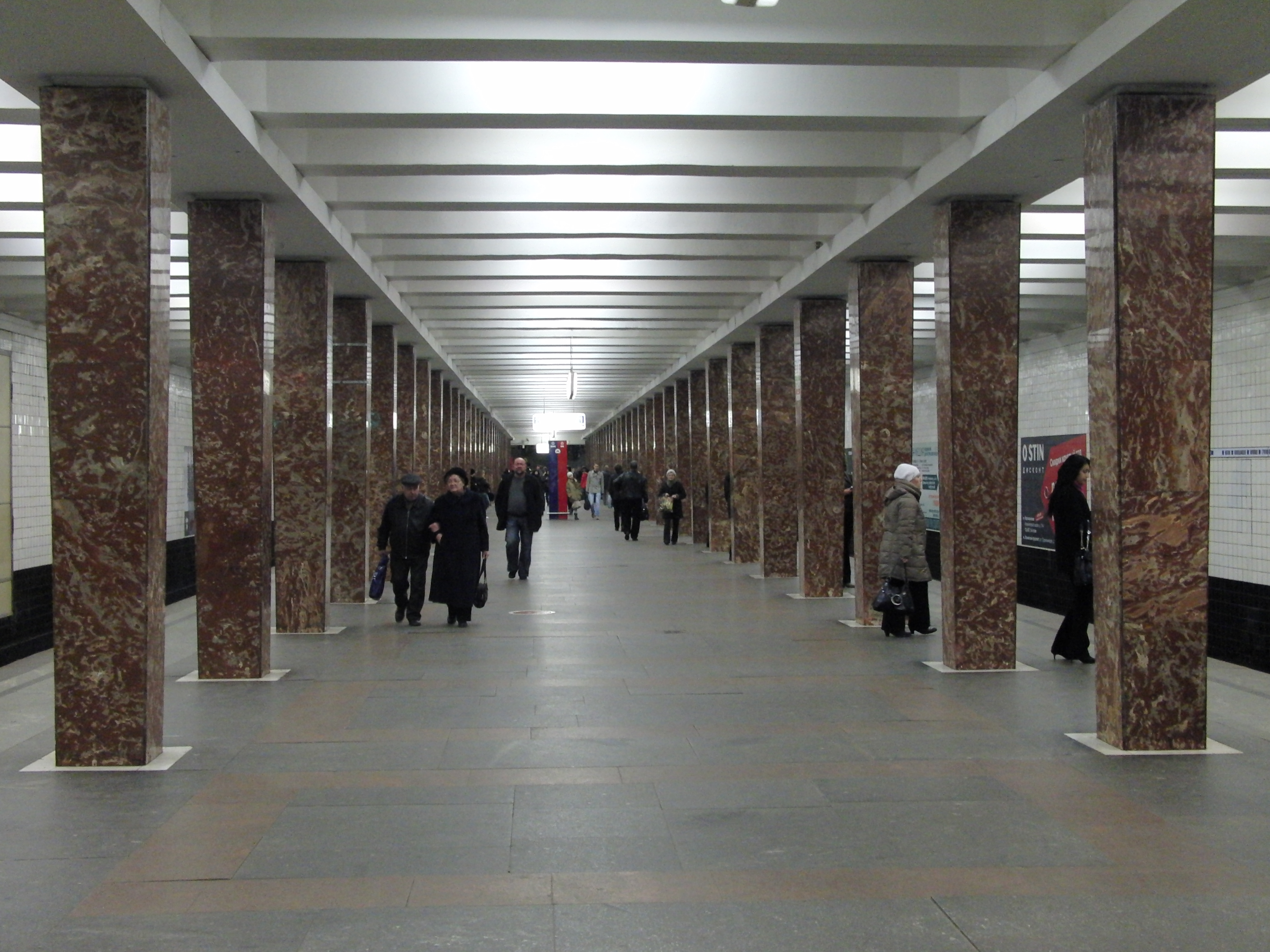
Standaard ondergronds met geprefabriceerde onderdelen (Badkamerstijl, 30 stuks)
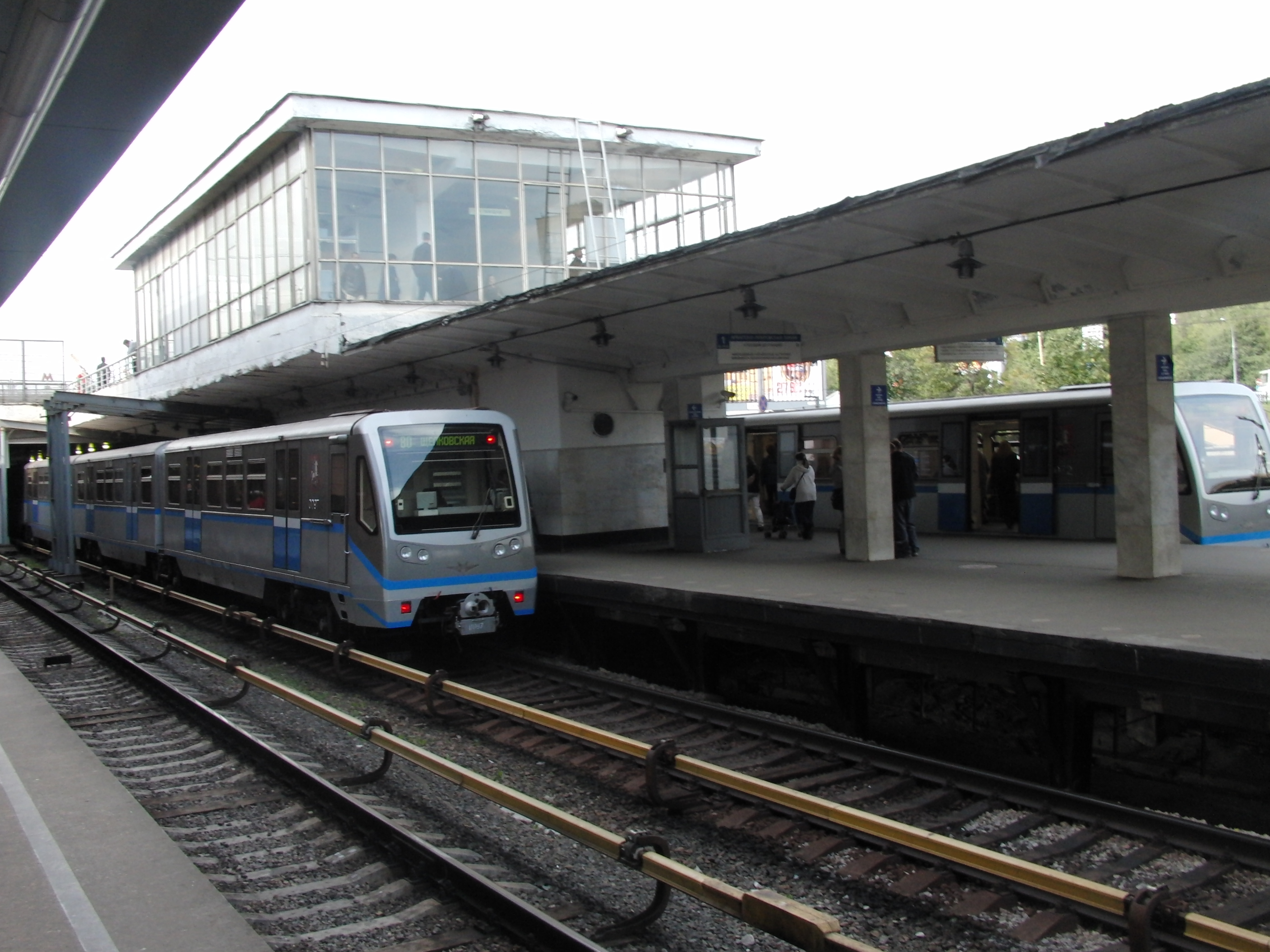
Standaard bovengronds eilandperron met standaard toegangsgebouw (5 stuks)
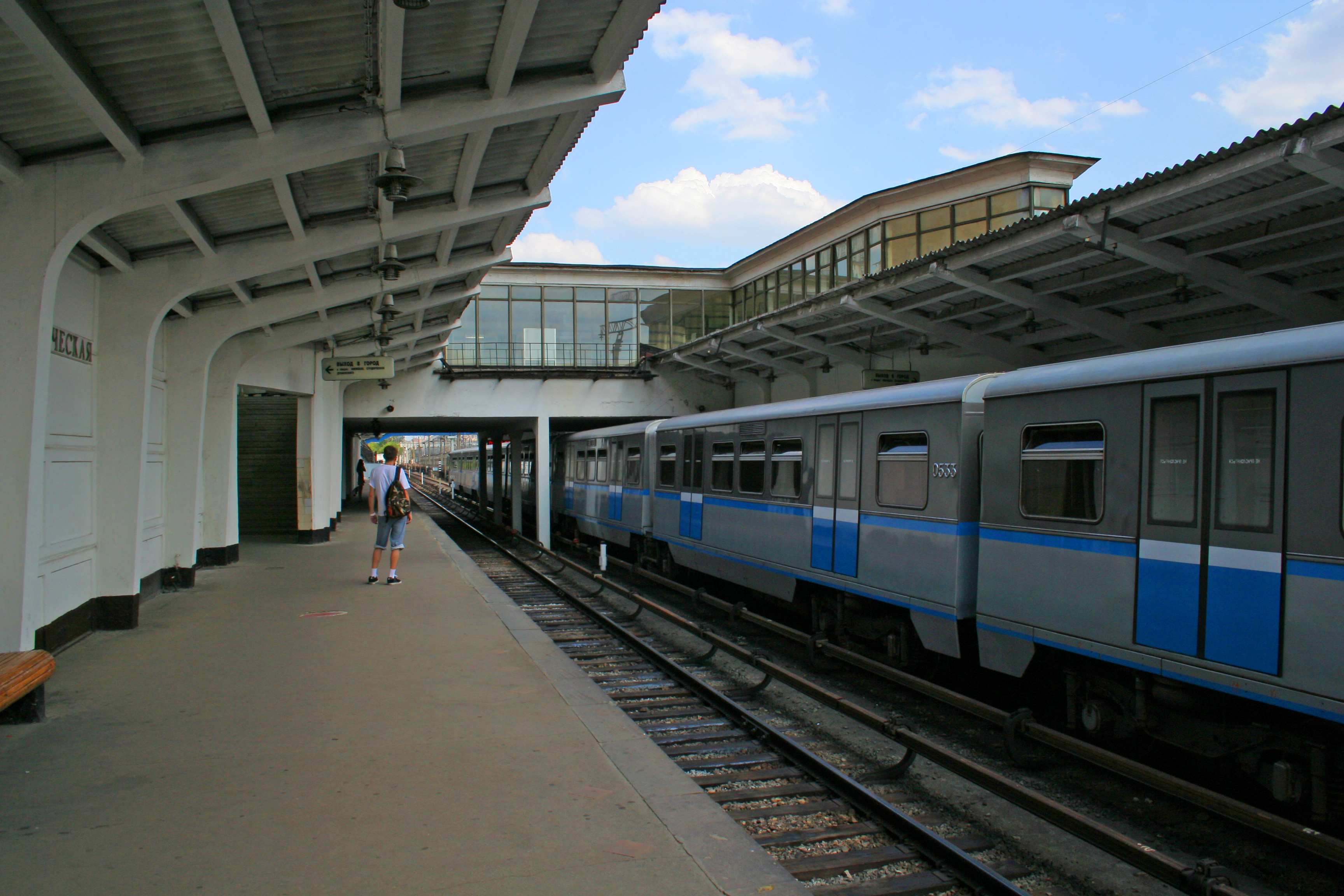
Standaard bovengronds met zijperrons (4 stuks)

De standaardstations zijn, behalve bij Oktjabrskaja en Taganskaja, toegepast bij de projecten uit de eerste helft van de jaren 60:
- Verlengingen van bestaande lijnen (9 stations):
  - Oostelijke verlenging van lijn 3, voltooid 22 juli 1963 (3 stations)
  - Zuidwestelijke verlenging van lijn 1, geopend 30 december 1963 (2 stations)
  - Noordelijke verlenging van lijn 2, geopend 31 december 1964 (3 stations)
  - Noordoostelijke verlenging van lijn 1 via een brug over de Jaoeza, geopend 31 december 1965 (1 station)
- Nieuwe trajecten (21 stations)
  - Kaljoezjskoradius, 5 stations geopend op 13 oktober 1962, zesde op 15 april 1964 (6 stations)
  - Westlijn, voornamelijk bovengronds, voltooid 5 juli 1965 (8 stations)
  - Zjadanovskoradius, geopend 31 december 1966 (7 stations)

Al op 24 september 1954 werd lijn 3 aan de oostkant verlengd met 1 station. Dit betrof Pervomajskaja (provisorium), een tijdelijk bovengronds perron in het depot Izmajlovskaja. Het definitieve station Izmajlovskaja volgde op 21 oktober 1961. De bouw van de Rizjkaja-radius begon in 1956, de stations zijn nog wel gebouwd als pylonenstations zij het minder uitbundig dan Stalinistische barokstijl. Op 1 mei 1958 werden de stations, waaronder het vijftigste station Mir, geopend. Op 7 november 1958 volgde de opening van de westlijn (lijn 4), bestaande uit de vier heropende ondiep gelegen stations die van Stalin gesloten moesten worden en twee nieuwe stations ten westen van Kievskaja. In januari 1959 volgden Leninheuvels en Oeniversitet en op 7 november 1959 werd Fili als 56e station geopend.
De westlijn is daarna tot 1965 in etappes uitgebreid tot de geplande acht nieuwe stations. Op 15 april 1964 werd Kaloezjskaja geopend, net als eerder bij lijn 3 werd ook hier een tijdelijk bovengronds station in het depot gerealiseerd. De bovengrondse stations bleken in de strenge winters niet ideaal en nadat eind 1964 Chroesjtsjov van het toneel verdwenen was, kwam een eind aan het plannen van bovengrondse stations. Pas in de 21e eeuw zijn weer nieuwe bovengrondse stations ontwikkeld.

### 1965–1980
Het 75e station, Preobrazjenskaja Plosjtsjad, werd op 31 december 1965 geopend en een jaar later volgden de eerste stations van lijn 7, de Zjadanovskoradius, waaronder Zjadanovskaja, het laatste bovengrondse station van de 20e eeuw. In 1965 werd ook een masterplan gemaakt voor verdere uitbreidingen. Hierin was ook een buiten ringlijn voor de metro opgenomen. Voor de lijnen 6 en 7 zijn buiten de binnenstad ook de standaard ontwerpen gebruikt. De nieuwe lijnen 8 en 9 werden weer op grotere diepte aangelegd en behalve het oostelijke eindpunt van lijn 8 is hier geen standaard ontwerp meer toegepast. Het ontwerp voor lijn 9 is in 1971 afgerond en de eerste stations werden 12 jaar later geopend.
- Verlengingen:
  - Oostelijke vertakkingen van lijn 1, een noordelijke tak met 2 stations en een zuidelijke tak met 4 stations (niet gerealiseerd)
  - Zil verlenging: Op aangeven van Zil werd begonnen met de bouw van de zuidelijke verlenging van lijn 2 tot aan de beoogde buiten ringlijn alsmede drie stations van die ringlijn, geopend 11 augustus 1969 (5 stations)
  - Westelijke verlenging van lijn 3, de Kievskaja-radius, met een vertakking op 3 stations voor de respectievelijke eindpunten (niet gerealiseerd)
  - Een zijtak met 1 station aan de westkant van lijn 4 (niet gerealiseerd)
  - Zuidelijke verlenging van de Kaloezjsko-radius, geopend 12 augustus 1974 (2 stations)
  - Noordelijke verlenging van de Rizjskaja-radius, geopend 30 september 1978 (4 stations)
  - Invoeging van Sjabolovskaja in lijn 6, geopend 6 november 1980 (1 station)
- Nieuwe trajecten:
  - Krasnopresnenskaja-radius, geopend in de jaren 70 (9 stations) met een zijtak van 3 stations naar Strogino (niet gerealiseerd)
  - Oostlijn lijn 8, later Kalininskaja-lijn, geopend 30 december 1979 (6 stations)
  - Tweede Noord-Zuidlijn lijn 9, de Serpoechovsko-Timirjazevskaja-lijn (22 stations)
- Verbindingen onder de binnenstad
  - Koppeling van de Rizjskaja-radius met de Kaloezjsko-radius tot de Kaloezjsko-Rizjskaja-lijn, voltooid 31 december 1971 (4 stations)
  - Koppeling van de Zjadanovskoradius met de Krasnopresnenskaja-radius tot de Tagansko-Krasnopresnenskaja-lijn, voltooid 17 december 1975 (3 stations)
  - Invoeging van station Gorkovskaja in lijn 2 om een overstap op de lijnen 7 en 9 te realiseren. (1 station)
  - Koppeling van de Oostlijn met de Westlijn (niet gerealiseerd), alleen de verbinding tussen Marksistskaja en Tretjakovskaja is op 28 januari 1986 geopend (1 station)

### 1981–1990
Na de Olympische Spelen in Moskou is lijn 9 vanaf 1983 opgeleverd en is de verdere verlenging van lijn 2 naar het zuiden gestart. Lijn 10 is een geheel nieuw project, dat in de jaren 80 is gestart is. Deze lijn is als eerste ontworpen met overstappunten buiten de ringlijn lijn 5, met als doel de druk op de ringlijn te verminderen. In december 1984 verscheen in de Pravda een beschouwing van ingenieur Bordoekov van het Sovjetbouwbureau Gosstroi over de knelpunten van het Moskouse concept van een ringlijn gecombineerd met lijnen door de binnenstad. Hij betoogde dat ook de, in 1965 geplande, tweede ringlijn de opstoppingen in delen van het metronet niet zou oplossen en dat een groot deel van de bevolking 25% reistijd zou besparen met lijnen die de voorsteden buiten het centrum om zouden verbinden. Daarop werd in 1987 een plan met vier randlijnen gelanceerd, wat door het uiteen vallen van de Sovjet-Unie echter niet verder kwam dan de tekentafel, al vormt het wel de basis voor de huidige radialen. Hoewel het ondiep gelegen zuilenstation nog wel is toegepast, zijn de standaardontwerpen van Nikita Chroesjtsjov na 1980 niet meer gebruikt.
- Verlengingen:
  - Oostelijke verlenging van lijn 1 onder het ringspoortracé, geopend 1 augustus 1990 (2 stations)
  - Zuidelijke verlenging van lijn 2, 3 stations geopend op 28 maart 1984, de andere op 6 september 1985 (5 stations)
  - Westelijke verlenging van lijn 4, 1 station geopend op 31 december 1989, 1 station op 7 januari 2008 (2 stations)
  - Zuidelijke verlenging van lijn 6, 2 stations geopend op 6 november 1987 en 2 op 17 januari 1990 (4 stations)
  - Westelijke verlenging van lijn 8 via de binnenstad naar Strogino en verder naar het noorden (niet gerealiseerd)
- Nieuwe trajecten:
  - Boetovskaja-lijn, verbinding tussen het eindpunt van lijn 9 en het in 1984 geannexeerde Boetovo
  - Randlijn zuidwest, Mitino – Boetovo (niet gerealiseerd)
  - Randlijn noordoost, Chimki – Ljoeberetskaja (niet gerealiseerd), de Nekrasovskaja-lijn volgt ongeveer het zuidelijke deel.
  - Randlijn noordwest Vnoekovo – Mytisjtsji (niet gerealiseerd), de Solntsevo-radius volgt ongeveer het zuidelijke deel.
  - Randlijn zuidoost Balasjiga – Boetovo (niet gerealiseerd)
  - Lijn 10, Marino – Marina Rosjtsja met optie op verdere verlenging naar het noorden, door de oostkant van de stad (14 stations), geplande opening 1993 maar door verwikkelingen rond het uiteenvallen van de Sovjet-Unie met grote vertraging voltooid.

### 1991–2000
In het laatste decennium van de 20e eeuw werden 18 stations opgeleverd. Op 7 maart 1991 werden 5 stations van lijn 9 opgeleverd, 10 dagen later was er een referendum over de toekomst van de Sovjet-Unie. Na het uiteenvallen van de Sovjet-Unie op 25 december 1991 kwam de Russische economie in moeilijkheden. Door het daarmee gepaard gaande geldgebrek liepen lopende projecten vertraging op of werden zelfs opgeschort. Verder gaven de nieuwe machthebbers de voorkeur aan het autoverkeer zodat de wel beschikbare gelden vooral gebruikt werden voor wegenbouw en al helemaal geen nieuwe projecten voor de metro gestart werden. De 13 stations die na kerstmis 1991 tot en met 2000 nog zijn opgeleverd, betreffen vooral stations die al vergevorderd waren bij de ontbinding van de Sovjet-Unie, 2 stations van lijn 9 en 10 van lijn 10. Op 31 december 1992 respectievelijk 15 juli 1994 volgden nog verlengingen van lijn 9 met steeds een station aan de noordkant. De bouw van de stations van lijn 10 ten noorden van Tsjkalovskaja werd stilgelegd. In december 1995 werden de eerste zes stations van lijn 10 geopend, op 25 december 1996 werden nog drie stations aan de zuidkant van lijn 10 toegevoegd. Het 160e station, Doebrovka, was ondergronds ook gereed maar door problemen bij de bouw van de schacht voor de roltrappen en de ligging onder een industriegebied werd de opening opgeschort. Na de stabilisering van de economie werd het station in 1999 alsnog voltooid. Het laatste station in de 20e eeuw was Oelitsa Akademika Jangelja op 31 augustus 2000. De plannen voor de lijnen 3 en 8 werden versoberd. De Kievskaja-radius werd geschrapt, net als de westelijke verlenging van lijn 8. Om het noordwesten toch een verbinding met de stad te bieden is besloten om lijn 3 door te trekken naar Koentsevskaja. Ten noorden daarvan nam lijn 3 de westelijke verlenging van lijn 4 over en ten noorden van Strogino wordt het beoogde traject van lijn 8 gevolgd. Van de Kievskaja-radius is alleen Park Pobedy gebouwd, de later geplande Solntsevskaja-radius volgt ongeveer de route van de zuidelijke tak van de Kievskaja-radius. Op 19 februari 1999 werd een voorstel gedaan voor goedkope verbindingslijnen tussen bestaande metro eindpunten en annexaties buiten de MKAD. Door bovengrondse trajecten met korte treinen en daardoor kortere stations aan te leggen kon op bouwkosten worden bespaard. De afstand tussen de stations is ook minder dan gemiddeld en de minimum boogstraal is 150 meter in plaats van 220 meter. De vijf lijnen, waaronder de Boetovskaja-lijn, werden vervolgens als lichte metro aangeduid.
- Boetovskaja-lijn (L1), in 2003 geopend (5 stations)
- Solntsevskaja-lijn, Joego-Zapadnaja – Novoperedelkino (8 stations)
- Novokosinskaja-lijn, Novogirejevo – Novokosino (6 stations)
- Mitinskaja-lijn
- Zjoelebinskaja-lijn

Alleen L1, de huidige lijn 12, is hiervan gerealiseerd. Een ander gerealiseerd stukje van dit concept is de zijlijn van lijn 4 dat, weliswaar ondergronds, ook is aangelegd voor de korte metrostellen. De andere lijnen van dit plan zijn later geschrapt ten gunste van een verlenging van de bestaande metrolijnen.

### 2001–2010
Het eerste decennium van de 21e eeuw stond vooral in het teken van het alsnog voltooien van de eerder opgeschortte bouwprojecten, zoals de twee zuidelijkste stations van lijn 9 en in het verlengde daarvan de lichte metrolijn 12 die in 2003 werd geopend, alsmede vier stations van lijn 10 ten noorden van Tsjkalovskaja. Daarnaast is de nieuwe lijn naar het noordwesten gerealiseerd met Park Pobedy in 2003, Slavjanski Boelvar en Strogino in 2008, en de verlenging tot Mitino eind 2009. Nadat Rusland eind 2010 als organisator van het Wereldkampioenschap voetbal 2018 was aangewezen, ontstond de vraag om de stadions per metro bereikbaar te maken. In verband hiermee werden nieuwe projecten voor de aanleg van 82,5 km nieuwe lijnen aangekondigd. De kosten werden geraamd op ongeveer €10.000.000.000. Voor de financiering is overwogen om buitenlandse investeerders te zoeken. De betreffende uitbreidingen zijn in het tienjarenplan 2011-2020 opgenomen.

### 2011–2020
Het tienjarenplan 2011–2020 voorziet in een ambitieus bouwprogramma waarin het net met 160 km wordt vergroot en 78 nieuwe stations worden gebouwd. Dit betekent een forse uitbreiding ten opzichte van de 301 km (53% meer) en 182 stations (43% meer) eind 2010. Voor een deel betreft dit kleine projecten van verlengingen van bestaande lijnen, een ander deel zijn grote projecten zoals de voltooiing van lijn 8 en de bouw van een buitenring. Als dit programma is voltooid zal het net, volgens de Moskouse systematiek, 260 stations omvatten waarvan zeven met een overstap op hetzelfde perron. Op 26 februari 2018 bereikte het net een lengte van 360 km en op 22 maart 2018 werd Seligerskaja als 215e station geopend.
- Verlengingen naar gebieden die de stad Moskou aan de buitenzijde van de MKAD heeft geannexeerd: (11 stations)
  - Uitbreiding van lijn 1 van Joego-Zapadnaja naar Salarjevo, gepland voor 2014, geopend op 15 februari 2016. (3 stations)
  - Oostelijke verlenging van lijn 8 tot Novokosino op 30 augustus 2012. (1 station)
  - Noordelijke verlenging van lijn 3, Pjatnitskoje Sjosse geopend 20 december 2012. (1 station)
  - Oostelijke verlenging van lijn 7 tot Zjoeblino op 9 november 2013 en verder tot Kotelniki in september 2015. (3 stations)
  - Zuidelijke verlenging van lijn 12, geplande opening 2020. In 2016 herzien waarbij niet lijn 12 maar lijn 1 met drie stations aan de zuidkant wordt verlengd, geopend 20 juni 2019. (3 stations)
- Kleine projecten binnen de MKAD: (17 stations)
  - Verlenging van lijn 10 naar het zuiden, geopend 2 december 2011 (3 stations)
  - Invoeging van station Spartak in lijn 7, gereed op 27 augustus 2014. (1 station)
  - Noordelijke verlenging van lijn 12 als verbinding tussen de zuidelijke eindpunten van de lijnen 6 en 9. Geopend op 27 februari 2014 (2 stations)
  - Noordelijke verlenging van lijn 10 naar Seligerskaja gepland voor 2017. 3 stations geopend op 16 september 2016 en de rest op 22 maart 2018 (6 stations)
  - Noordelijke verlenging van lijn 2 van Retsjnoi Voksal naar Ulitsa Dybenko, gepland voor 2014, geopend op 31 december 2017, echter zonder Belomorskaja dat pas op 20 december 2018 werd geopend. (2 stations)
  - Zuidelijke verlenging van lijn 2 tot Alma Atinskaja, geopend 24 december 2014 (1 station)
  - Invoeging van station Technopark, geopend 26 december 2015 (1 station)
  - Invoeging van station Soevarovskaja in de ringlijn om een overstap op lijn 10 mogelijk te maken. Het station werd in maart 2017 geschrapt uit financiële overwegingen.[11] Daar tegenover staat het nieuwe eindpunt van lijn 1 in Stolbovo, geopend 20 juni 2019 als Kommoenarka. (1 station)
- De grote projecten zijn terug te voeren op een masterplan van rond 1965, deze betreffen: (50 stations)
  - De aanleg van de Solntsevskaja-radius als westelijk deel van lijn 8, het eerste deel hiervan tussen Park Pobedy en Delovoj Tsentr is op 31 januari 2014 geopend. De eerste drie stations ten zuiden van Park Pobedy stonden gepland voor november 2016, de andere zeven voor 2017. De Solntsevskaja-radius is uiteindelijk op 30 augustus 2018 geopend. Tot de verbinding onder de binnenstad gereed is zal nummer 8a worden gebruikt voor de Solntsevskaja-radius. (12 stations)
  - De verbinding van het westelijke en oostelijke deel van lijn 8 door drie stations in de binnenstad, geplande opening 2020, voor onbepaalde tijd uitgesteld. (3 stations)
  - De derde overstap contour (TPK) waarbij ten noorden van het centrum negen stations worden gerealiseerd langs de derde autoring en het zuidelijke deel van de in 1965 geplande buitenringlijn (lijn 11) alsnog wordt aangelegd, zodat een nieuwe ringlijn ontstaat. Dit onderdeel is in verschillende onderdelen aanbesteed en volgens plan zou het eerste segment eind 2016 geopend worden en de ring in 2019 worden gesloten. Het eerste segment is geopend op 26 februari 2018, de drie westelijkste stations waren pas eind 2021 gereed en op 1 maart 2023 was de ring compleet. (27 stations)
  - De zuidoostlijn (Nekrasovskaja-lijn) de eerste vier stations zijn op 3 juni 2019 geopend, de andere op 27 maart 2020. (8 stations)

Naast de bouwplannen voor de metro zelf werd ten behoeve van het noordelijke deel van de stad besloten tot de heropening van de ringspoorlijn voor personenvervoer. Deze lijn is tussen 1902 en 1908 aangelegd en heeft tussen 1908 en 1930 ook dienstgedaan voor personenvervoer. De lijn is van de MZD een dochterbedrijf van de Russische spoorwegen en juridisch geen onderdeel van de metro. Hoewel formeel geen metro is ze genummerd worden als lijn 14 onder de naam Tweede ringlijn (Бторая кольцевая линия), zodat een doorlopende nummering met de metro bestaat en het voor de reizigers als één geheel wordt gepresenteerd. Sommige oude stations zijn hergebruikt maar het merendeel is nieuwbouw, vaak net naast de oude stations. De heropening is diverse malen uitgesteld en in 2012 leek een opening voor 2020 niet aan de orde. In de planning van begin 2016 was de lijn ingetekend en op 10 september 2016 is het grootste deel van de stations geopend, de overige 5 volgden korte tijd later met als laatste Panfilovskaja op 8 november 2016. Eind 2016 is de toegezegde verlenging van lijn 1 naar Kommoenarka geconcretiseerd door het plan te wijzigen. Hierbij zijn de vier stations van de verlenging in de plaats gekomen van de drie van de zuidelijke verlenging van lijn 12 en Soevarovskaja, zodat het totaal 78 bleef. Hiervan zouden volgens het opleveringsplan uit februari 2018 slechts 65 voor 2021 zijn voltooid.

### 2021–2030

De planning begin 2024

Voor de periode na 2020 zijn de drie zuidelijke stations van lijn 12 niet meer opgenomen. De andere 13 niet opgeleverde stations van het tienjarenplan 2011–2020 zullen worden afgebouwd. Het grootste project in de planning voor na 2020 is de Kommoenarkaradius die de, in 2012 door Moskou geannexeerde, Okroegen 11 en 12 met het centrum van de stad moeten verbinden. Door de nieuwe lijn wordt extra capaciteit verkregen naast lijn 1 die eveneens tot Kommoenarka wordt doorgetrokken. In een vraaggesprek met persbureau Interfax gaf het hoofd van het stedelijk ontwerpbureau, Maxim Vasiljev, een inkijkje in de financiële aspecten rond de metrobouw. Hierbij gaf hij aan dat de stations in de binnenstad zoveel geld kosten dat daarmee buiten de Koltsevaja-lijn kilometers metrolijn kunnen worden gebouwd. De verlenging van bestaande lijnen buiten de MKAD leidt tot een ander probleem. Enerzijds hebben dergelijke verlengingen een klein aandeel in het aantal passagiers van die lijn, anderzijds raakt het bestaande deel overbelast door deze extra passagiers. Als nieuw concept wordt dan ook gewerkt aan radiaallijnen die vanuit de voorsteden tot de Grote Ringlijn lopen zonder dat er nog stations in het centrum worden bijgebouwd. De Nekrasovskaja-lijn is al als radiaallijn ontworpen. Andere geplande radialen zijn de Kommoenarka-radius (KOM), de Birjoeljovo-radius (BIR) en de Roebljevo-Archangelsk-lijn (RAL). Voor na 2035 wordt een studie verricht om de radialen tot twee lijnen samen te voegen die elkaar bij MZD station ZiL zullen kruisen.
- Verlengingen naar gebieden die de stad Moskou aan de buitenzijde van de MKAD heeft geannexeerd: (6 stations)
  - Westelijke verlenging van lijn 8 tot de Internationale Luchthaven Vnukovo, verwachtte opening 2022, geopend 6 september 2023. (2 stations)
  - Oostelijke verlenging van lijn 8 tot het depot van de toekomstige lijn 15, opgeschort. (3 stations)
  - Noordelijke verlenging van lijn 6, opgeschort. (1 station en een nieuw depot)
- Kleine projecten binnen de MKAD: (5 stations)
  - Noordelijke verlenging van lijn 10, geopend 7 september 2023. (3 stations)
  - Invoeging van station Rossiejskaja in lijn 5, opgeschort (1 station)
  - Invoeging van station Soevarovskaja in lijn 5, dit was in 2017 geschrapt maar is toch opgenomen in het besluit van 15 oktober 2019, verwachtte opening 2023, maar in 2024 nog niet in bedrijf en in het opleveringsplan d.d. september 2024 wordt het station niet gemeld.
  - Station Nagatinski Zaton toegevoegd aan de Grote Ringlijn, geopend 1 maart 2023 (1 station)
- Radialen: (40 stations)
  - Kommoenarka-radius, gepland voor na 2020, maar door samenwerking met Chinese investeerders werd verwacht dat een deel van de lijn in 2023 gereed zou zijn, opening van de eerste 4 stations op 7 september 2024, de andere 3 van het initiële ontwerp op 28 december 2024. (18 stations)
  - Roebljevo-Archangelsk-lijn, gepland voor 2025, maar de eerste 2 stations zijn al sinds 26 februari 2018 in gebruik als onderdeel van de Grote Ringlijn. (6 stations)
  - Birjoeljovo-radius ten zuiden van Klenovij Boelvar richting Kommoenarka (16 stations)

Hiernaast zijn er plannen om het station bij de Iljinskipoort (lijn 3) alsnog te bouwen en is aan lijn 3 een station tussen Kyrlatskoje en Strogino gepland. Soevarovskaja was wegens exorbitante kosten en bouwtechnische problemen geschrapt, maar al vergevorderd zodat het alsnog wordt afgebouwd. Het valt echter aan te nemen dat de vergelijkbare invoegingen Rossiejskaja en Iljinskipoort om dezelfde reden niet gebouwd zullen worden. Wel worden er studies verricht naar extra radialen.

## Ongevallen en aanslagen
Op 6 februari 2004 vond er een aanslag plaats in een metro tussen de stations Paveletskaja en Avtozovodskaja. Hierbij kwamen 39 mensen om het leven. Later werd geconcludeerd dat Karatsjais Cherkessian (een islamitische militant) de aanslag had gepleegd.
Op 29 maart 2010 waren er in de ochtendspits twee zelfmoordaanslagen op de stations Loebjanka en Park Koeltoery. De aanslag op het station Loebjanka vond plaats op 07:56 (lokale tijd) tijdens volle ochtendspits. De tweede aanslag vond plaats op 08:38 (lokale tijd), ongeveer 40 minuten na de vorige aanslag in het station Sokolniki. In totaal vonden hierbij in totaal 40 mensen de dood en raakten er 85 gewond. De eerste aanslag werd gepleegd door Dzhanet Abdullayeva (1992-2010), de tweede door Maryam Sharipova, een 28-jarige lerares uit Dagestan.
Op 15 juli 2014 is er een trein verongelukt ten westen van het station Park Pobedy aan de Arbatsko-Pokrovskaja-lijn. Hierbij vonden 23 mensen de dood. De oorzaak van dit ongeluk is in onderzoek, een terroristische aanslag is vrijwel direct uitgesloten. De waarschijnlijkste oorzaak is een te hoge snelheid op een traject met werkzaamheden in combinatie met onvoldoende vergrendeling van een wissel.

## Metrostellen
| А/Б („A/B“)           | 1934–39           | 1935–75           |
| B („W“, voorheen C)   | 1927–30           | 1946–61           |
| Г („G“)               | 1939–40, 1946–56  | 1940–83           |
| Д („D“)               | 1955–63           | 1955–95           |
| E/Ем/Еж („E/Em/Esch“) | 1959–79           | 1962 tot op heden |
| 81-717/714            | 1976 tot op heden | 1979 tot op heden |
| 81-720/721 „Jausa“    | 1991–2004         | 1998 tot op heden |
| 81-740/741            | 2002 tot op heden | 2003 tot op heden |
| 81-760/761            | 2010 tot op heden | 2012 tot op heden |

Alle metrostellen die in Moskou gebruikt worden werden vervaardigd in Rusland, met uitzondering van de B-serie. De metro's worden gebouwd in de Metro Wagon Masch in Mytischtschi in Moskou, ze worden er ook onderhouden en gemoderniseerd. Een deel van de metrostellen uit de jaren 1980 komt uit de Yegorovfabriek in Sint-Petersburg. Alle metro's in Moskou krijgen hun stroom via een derde rail. Alle metrowagons zijn 19,2 meter lang en hebben aan iedere kant vier automatische deuren. Enkel de serie 81-740/741 heeft twee deuren per kant. De metrostellen zijn allemaal uitgerust met langsbanken. De metro's bestaan elk uit zes, zeven of acht wagons. Alle lijnen gebruiken de maat van het Russische breedspoor (1524 mm).

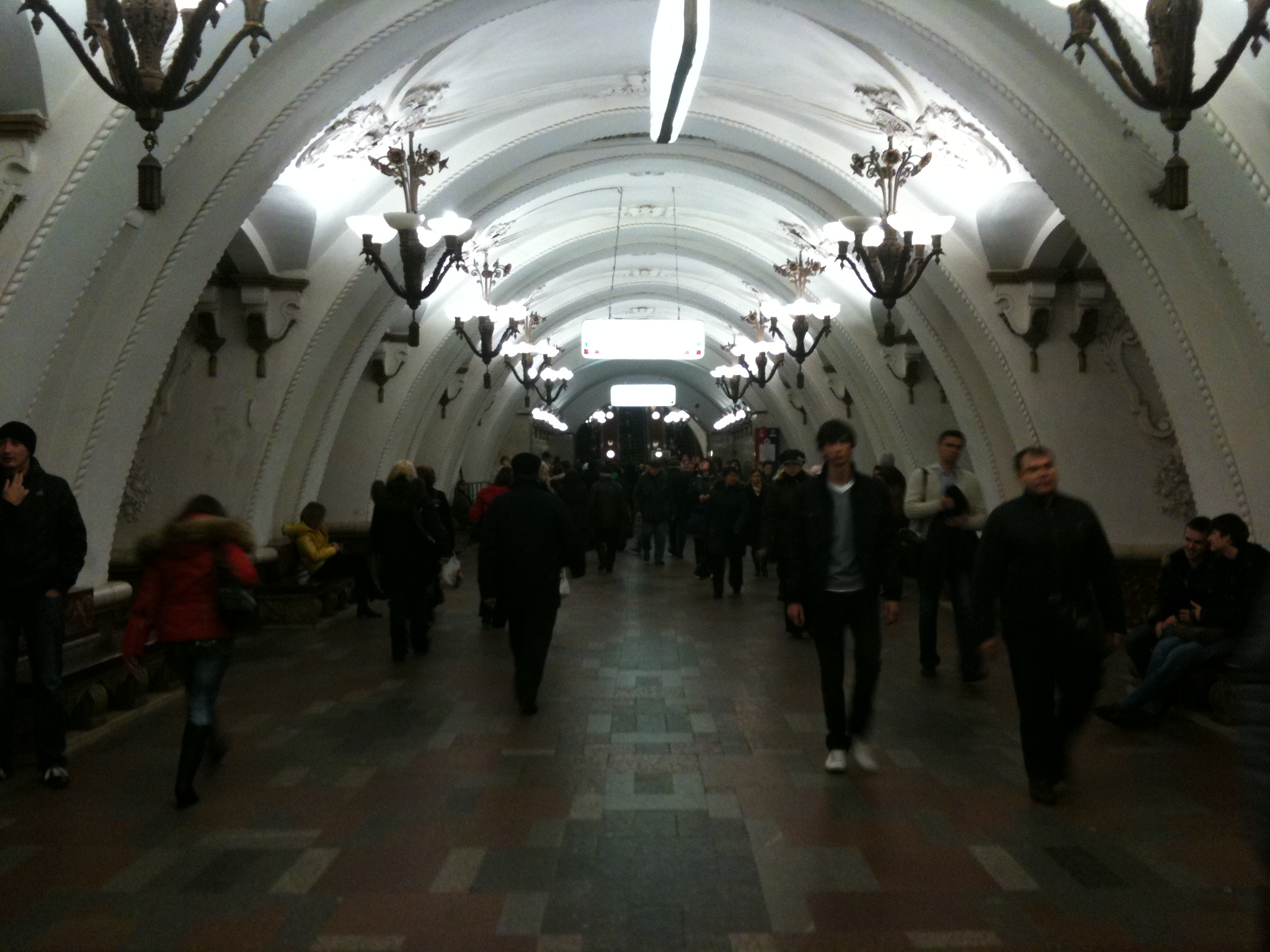
Station Arbatskaja, gelegen op lijn 3

## Metrostellen in gebruik

### De E-generatie
In het Moskouse metronetwerk worden de drie soorten van de E-generatie regelmatig gebruikt. De I-, Ем- en Еж-klassen zijn de oudste in het metronetwerk, zij werden geproduceerd tot medio 1971. Ze werden ontwikkeld in de Maschfabriek in Moskou aan het eind van de jaren 50 van de 20e eeuw. De productie begon in 1963. De E-serie had vergeleken met vooroorlogse modellen een sterk gewijzigd exterieur en ook een aantal technische verbeteringen, waaronder betere prestaties. Zo was de maximumsnelheid van deze treinen 90 in plaats van 75 kilometer per uur, werd het gewicht van een wagon gereduceerd tot 31,5 ton, waren de deuren tot een vijfde breder dan die van zijn voorganger, zodat de metro's sneller van het station konden vertrekken. De passagiersruimten werden uitgerust met een verbeterd ventilatiesysteem. In Moskou reden de treinen vanaf 1964, na Sint-Petersburg en Kiev en later ook in Tbilisi en Bakoe.
De serie was voortdurend in ontwikkeling en is vele keren aangepast. Naast diverse technische innovaties op het actuele model E, dat nog in productie was tot 1969, werden de nieuwe varianten Ем en Еж ontwikkeld. De eerste variant was in Sint-Petersburg noodzakelijk omdat er, in tegenstelling tot Moskou, ook perrondeuren waren. Het E-model had een te lange afstand tussen twee deuren om tussen de perrondeuren te passen. Van dit type wagon kwam er in 1977 een aantal extra aanpassingen, zoals Ем-501, Ем-508, Ем-508T, Ема of Емх, ook een speciaal model voor de Metro van Boedapest werd ontwikkeld en de modellen Ев en Ечс (ECS) werden voor Praag ontwikkeld, waar ze in gebruik waren tot 1997. Het model Еж en zijn wijzigingen Еж1 (eerst bedoeld voor gebruik als tussenwagon (dus niet vooraan of achteraan) van een volledig metrostel (een metrostel telt in Moskou 6 tot 8 wagons), maar het model heeft toch ook nog een bestuurderscabine) en Еж3 (ontwikkeld in 1973 als de opvolger van het model Еж) werd geproduceerd vanaf 1970 en is de laatst geproduceerde variant van de E-serie tot het einde van de productie in 1970. De Ем verschilt evenals de Еж-variant alleen technisch van het oorspronkelijke type; extern ze zien ze er – behalve de speciale rijtuigen voor Boedapest en Praag – grotendeels hetzelfde uit.
Nu worden de E-wagens enkel nog gebruikt op lijn 7 (Tagansko-Krasnopresnenskaja-lijn).

### Serie 81-720/721Jaoeza
In de vroege jaren 1980 werd er gewerkt aan een nieuw model. De treinen werden voor het eerst gebruikt in 1993, dat was de langste periode tussen de bouw van de metro's en de ingebruikname, mede door de financiële ineenstorting van Rusland in de jaren 1990. De metrotreinen kregen een ander exterieur, werden grotendeels op afstand bestuurd en kregen een betere brandbeveiliging, daardoor werden de metro's een stuk veiliger. Het interieur kreeg een nieuw uiterlijk en er kwam een betere geluidsisolatie. Door werkzaamheden op lijn 10 kwamen verschillende technische problemen aan het licht. Daarom begon de metrofabriek Mash in Moskou een verbeterde serie te produceren, die vanaf 2002 gebruikt werd. Sommige van de metrostellen werden later ook gebruikt op lijn 11 (Kachovskaja-lijn).

### Serie 81-740/741
De serie 81-740/741 werd ontwikkeld in 2002 voor de zogenaamde lichte metrolijn L1 (Boetovskaja-lijn). Technisch kunnen zij ook op andere metrolijnen gebruikt worden, maar als gevolg van hun lage capaciteit kunnen ze niet gebruikt worden op een gewone metrolijn, met uitzondering van lijnen 3 en 4 (in de daluren). Vooral aan het exterieur werd er veel veranderd. Op lijn L1 nam men de metro's in gebruik in 2002, op lijn 3 vanaf 2006 en op lijn 4 vanaf 2005.

### Serie 81-760/761
Van 2005-2010 ontwikkelde metrofabriek Masch voor de Moskouse metro de 81-760/761, die voorzien is van de belangrijkste voordelen van de series 81-720/721 en 81-740/741, maar in lagere aantallen geproduceerd, wat een oorzaak was van de hogere prijs. De eerste proefexemplaren werden begin 2010 naar het depot Sokol geleverd, de officiële ingebruikname van de metro's begon medio 2010. Men bestelde de modellen in 2012 (na goedkeuring van de proefexemplaren), ze worden op lijn 8 en 9 gebruikt.

### Voertuigdepots
Alle metrowagons van de Moskouse metro staan gestationeerd in een van de vijftien depots. Alle 20 depots bevinden zich bovengronds en liggen op een kleine afstand van de lijnen waarvoor het depot bedoeld is. In de depots worden de metro's schoongemaakt, technisch gecontroleerd, onderhouden en eventueel gerepareerd. De onderstaande tabel geeft de nummers, de namen, de openingsdata en de lijnen van de depots weer en ook en de voertuigen die gestationeerd staan in de depots.
| Nr. | Depot            | openingsdatum     | Lijnen | Soorten gestationeerde metro's               | ligging                        |
| --- | ---------------- | ----------------- | ------ | -------------------------------------------- | ------------------------------ |
| 1   | Severnoje        | 26 april 1935     | 1      | 81-717.5М/714.5М                             | 55° 46′ 52″ NB, 37° 39′ 32″ OL |
| 2   | Sokol            | 10 september 1938 | 2      | 81-717/714, 81-717.5/714.5                   | 55° 48′ 43″ NB, 37° 30′ 43″ OL |
| 3   | Ismailovo        | 14 januari 1950   | 3      | 81-740/741                                   | 55° 47′ 20″ NB, 37° 46′ 23″ OL |
| 4   | Krasnaja Presnja | 1 april 1954      | 5      | 81-740/741                                   | 55° 46′ 5″ NB, 37° 33′ 43″ OL  |
| 5   | Kaloezjskoje     | 13 oktober 1962   | 6      | 81-717/714, 81-717.5/714.5                   | 55° 39′ 36″ NB, 37° 32′ 46″ OL |
| 6   | Planernoje       | 28 december 1975  | 7      | Еж3, Ем508Т                                  | 55° 52′ 5″ NB, 37° 26′ 10″ OL  |
| 7   | Zamoskvorezkoje  | 10 juli 1969      | 2, 11  | 81-717/714, 81-717.5/714.5, 81-720/721       | 55° 38′ 42″ NB, 37° 37′ 19″ OL |
| 8   | Varzjavskoje     | 4 november 1983   | 9, 12  | 81-717/714, 81-740/741                       | 55° 38′ 13″ NB, 37° 37′ 19″ OL |
| 9   | Fili             | 1 januari 1962    | 3, 4   | 81-740/741                                   | 55° 44′ 42″ NB, 37° 30′ 11″ OL |
| 10  | Sviblovo         | 30 september 1978 | 6      | 81-717.5/714.5, 81-717.5M/714.5M             | 55° 51′ 36″ NB, 37° 39′ 11″ OL |
| 11  | Vychino          | 31 december 1966  | 7      | Еж3, Ем508Т                                  | 55° 42′ 40″ NB, 37° 49′ 44″ OL |
| 12  | Novogirejevo     | 30 december 1979  | 8      | 81-717/714, 81-760/761                       | 55° 44′ 56″ NB, 37° 50′ 10″ OL |
| 13  | Tsjerkisovo      | 24 juni 1990      | 1      | 81-717.5М/714.5М                             | 55° 48′ 29″ NB, 37° 44′ 20″ OL |
| 14  | Vladykino        | 1 maart 1991      | 9      | 81-717/714, 81-717.5/714.5, 81-717.5M/714.5M | 55° 51′ 0″ NB, 37° 36′ 40″ OL  |
| 15  | Petsjatniki      | 28 december 1995  | 10     | 81-717.5М/714.5М, 81-720/721                 | 55° 42′ 0″ NB, 37° 43′ 5″ OL   |
| 16  | Mitino           | 24 december 2016  | 3      |                                              | 55° 51′ 47″ NB, 37° 46′ 12″ OL |
| 17  | Bratejevo        | 15 januari 2014   | 2      |                                              | 55° 37′ 34″ NB, 37° 46′ 12″ OL |
| 18  | Solntsevo        | 30 augustus 2018  | 8A, 11 |                                              | 55° 38′ 20″ NB, 37° 23′ 31″ OL |
| 19  | Lichobory        | 11 juni 2018      | 10     |                                              | 55° 51′ 4″ NB, 37° 33′ 22″ OL  |
| 20  | Roednjevo        | 3 juni 2019       | 15     |                                              | 55° 43′ 3″ NB, 37° 55′ 19″ OL  |

### Galerij

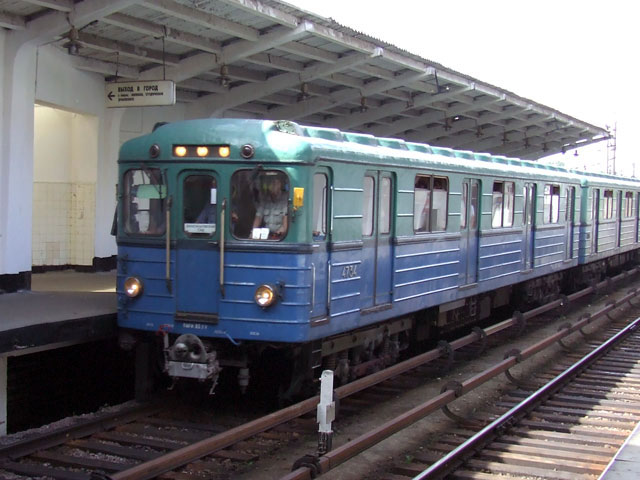
Een trein van het type E op de Filjovskaja-lijn
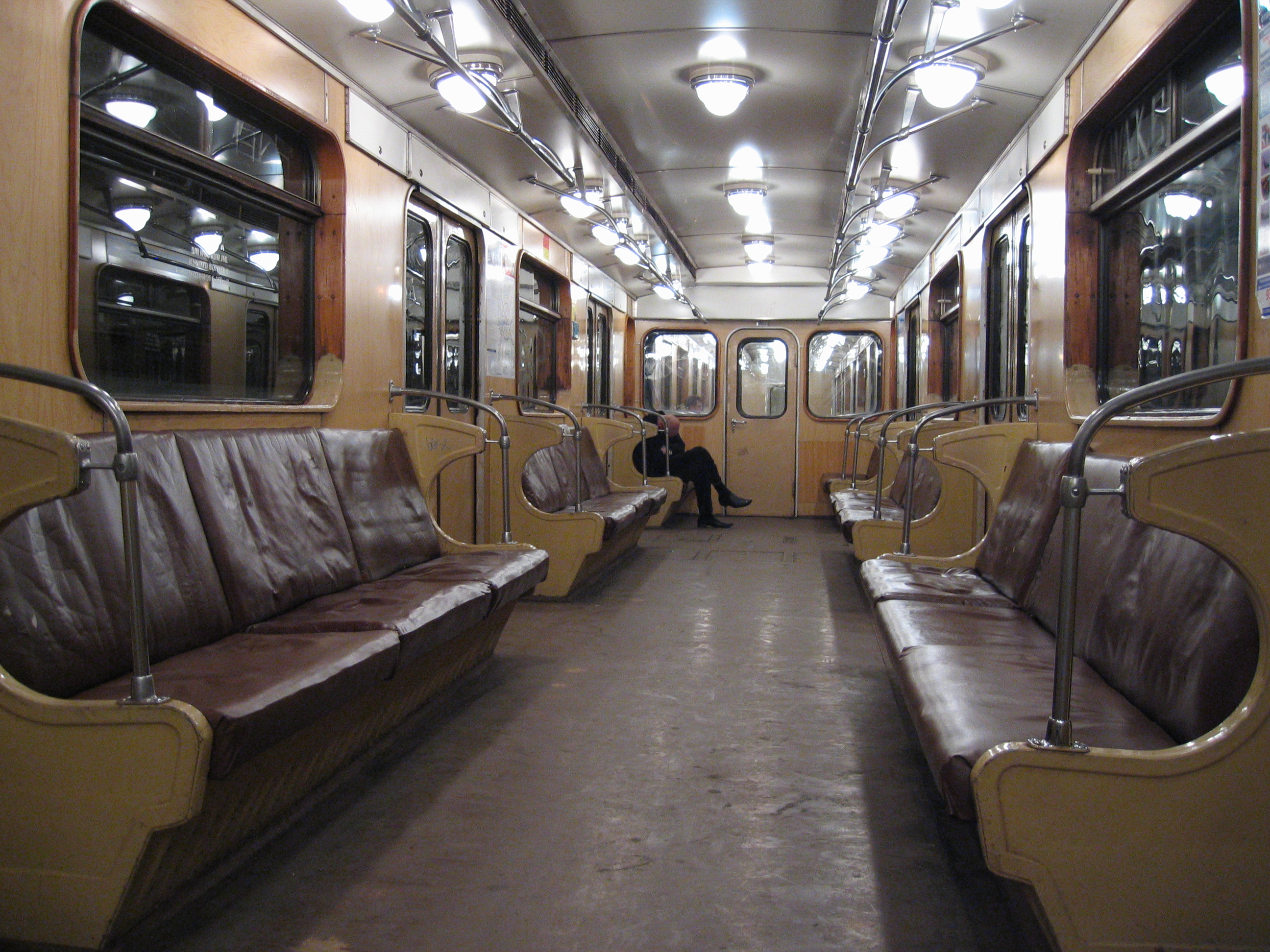
Interieur serie I / Ем / Еж
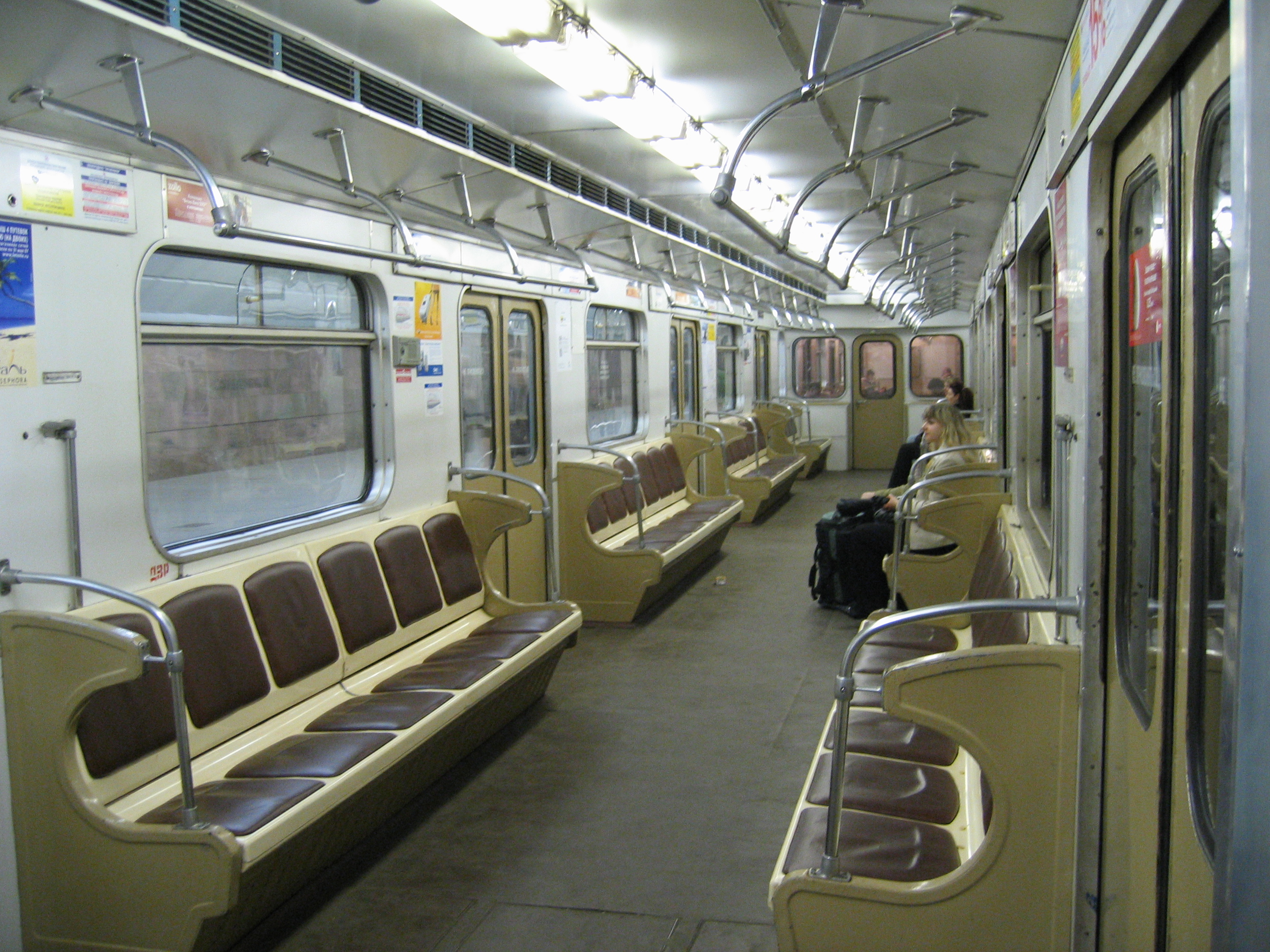
Interieur Ем508Т (gemoderniseerd)
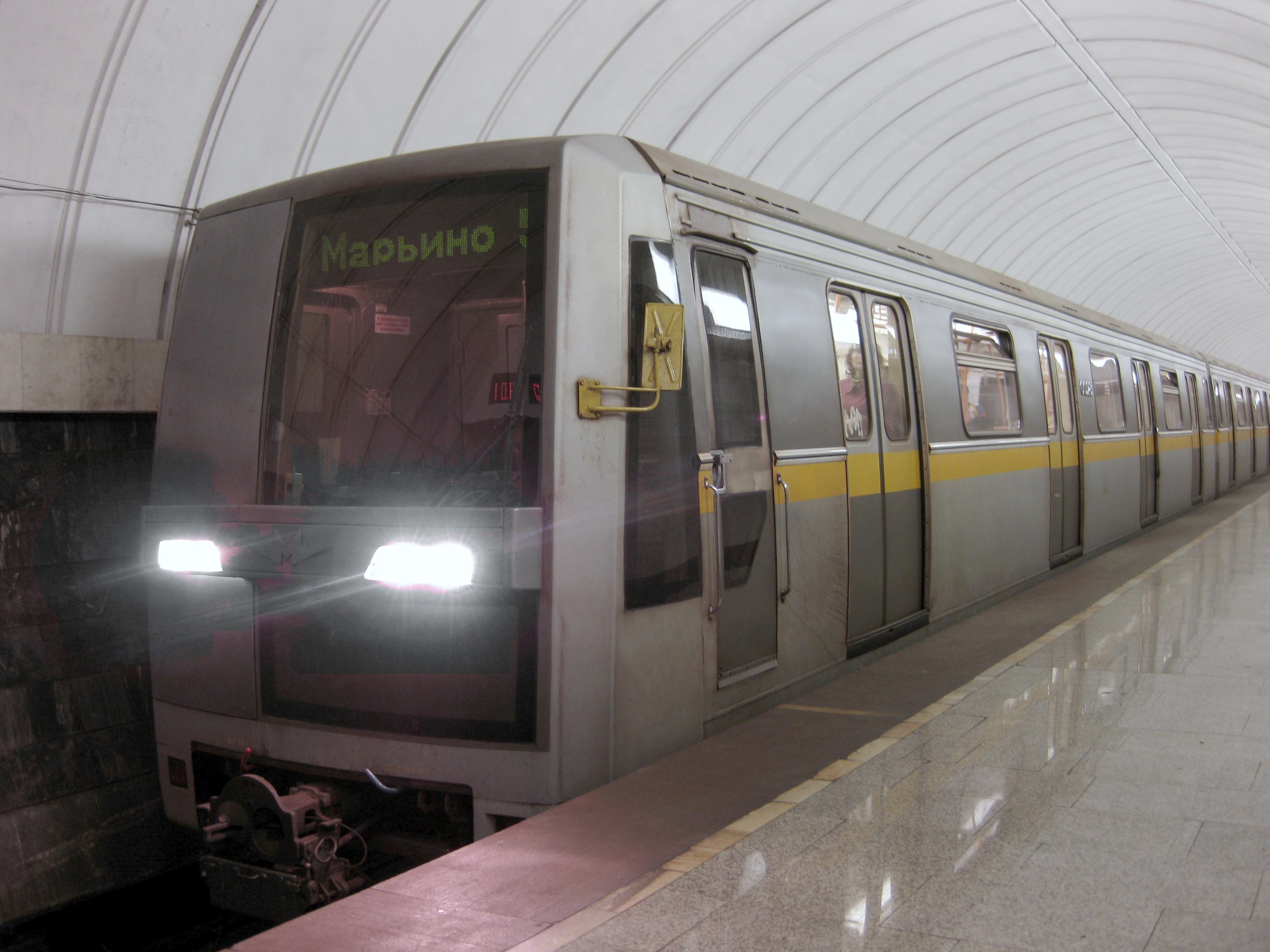
Een trein van de serie 81-720/721 op lijn 10
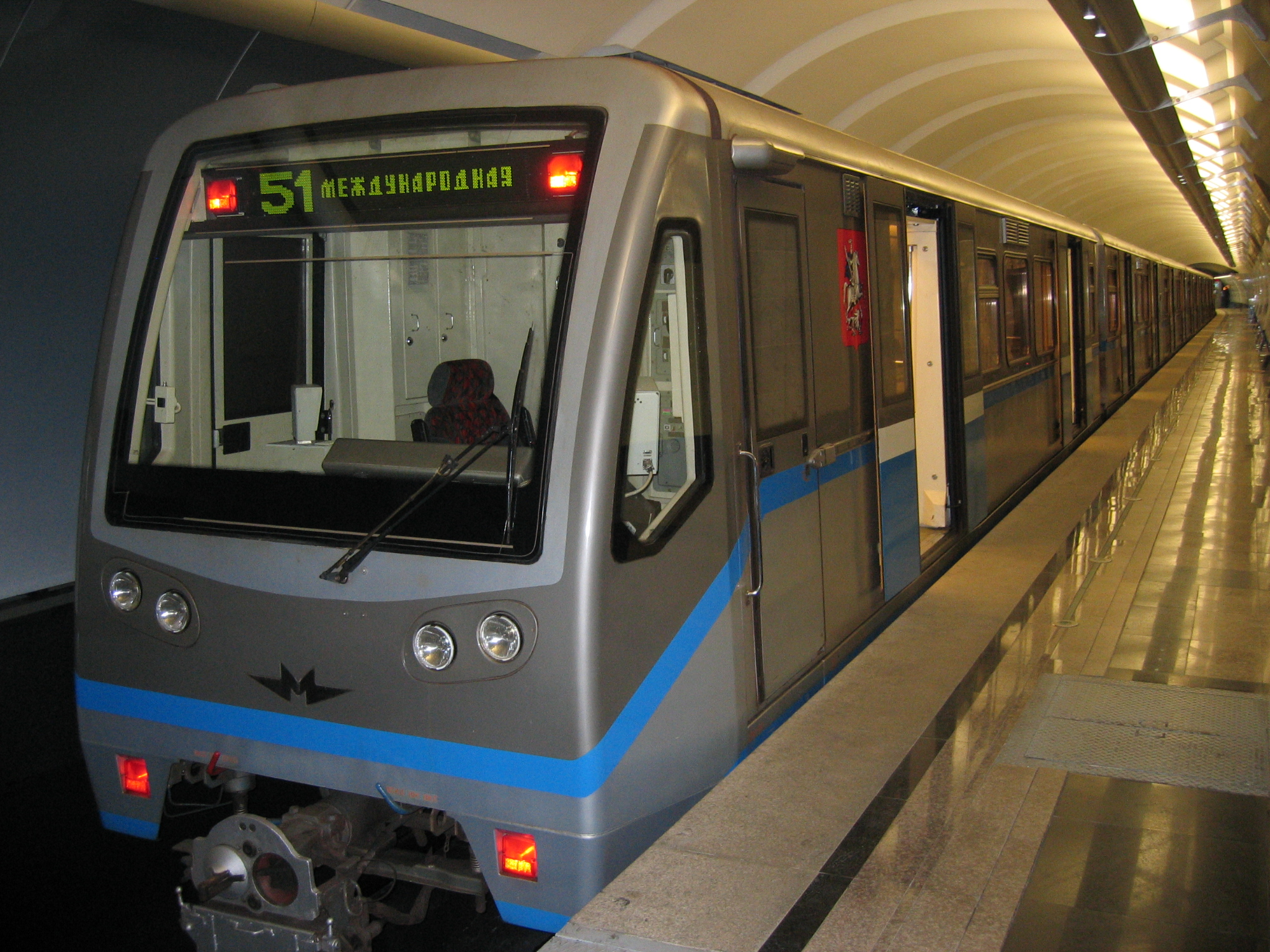
Een trein van de serie 81-740/741 op het station Mezjdoenarodnaja
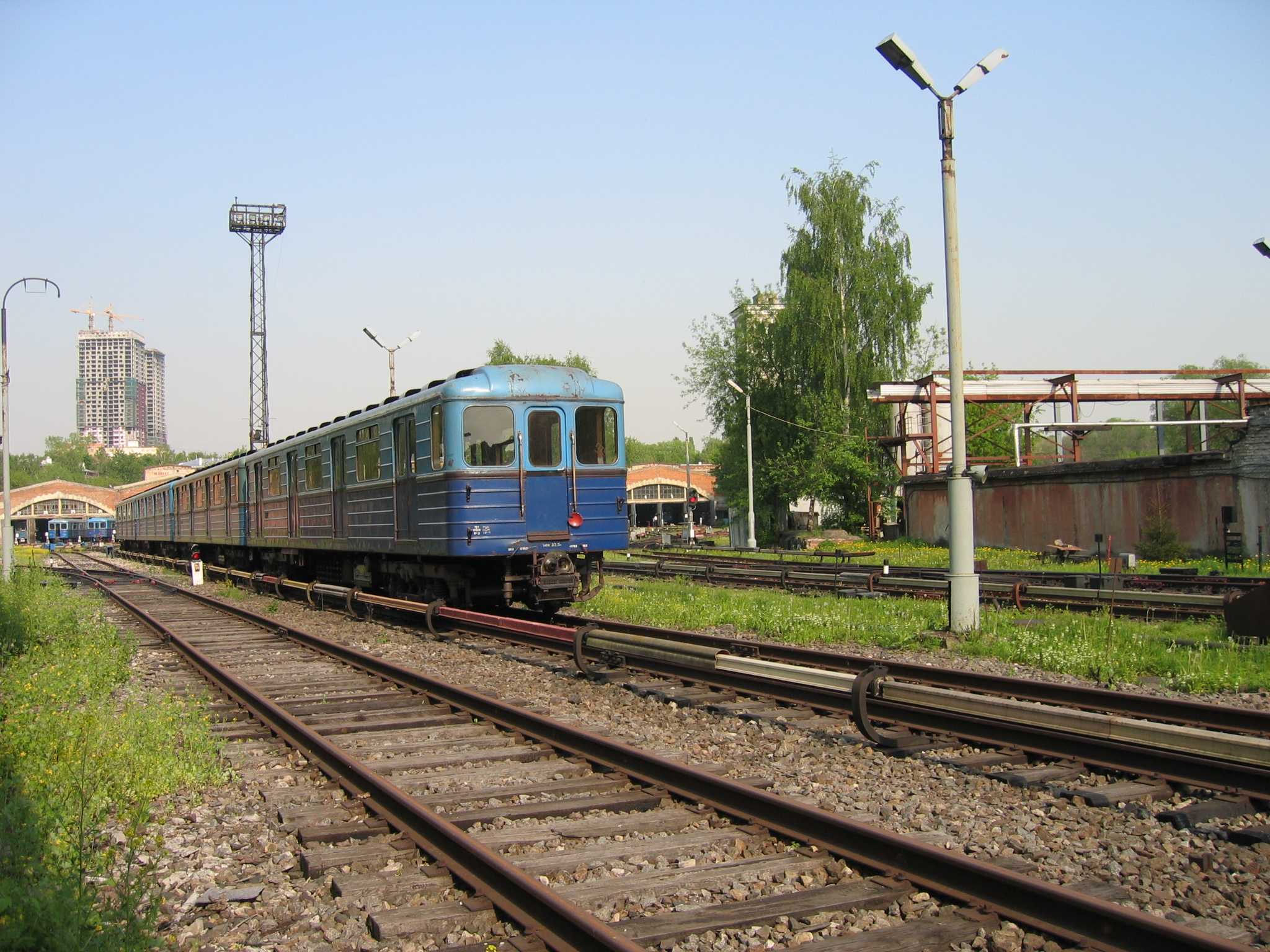
Een trein van de serie E / Ем / Еж bij de ingang van het depot Izmailovo